# Nitrure de silicium
Le nitrure de silicium est un composé chimique de formule Si3N4. On le connaît à l'état naturel (un minéral nommé nierite) depuis 1995, sous la forme de petites inclusions dans certaines météorites.
Il s'agit d'une céramique blanche plutôt légère (3,2 à 3,5 g/cm3 selon la compacité du matériau), très dure (8,5 sur l'échelle de Mohs), relativement inerte chimiquement (attaquée par l'acide fluorhydrique HF dilué et l'acide sulfurique H2SO4 à chaud), et demeurant stable thermiquement jusqu'à 1 300 °C.
Il existe d'autres stœchiométries, telles que Si2N3, SiN et Si2N, mais elles sont thermodynamiquement bien moins stables et ont par conséquent une importance industrielle bien moindre ; c'est généralement au composé Si3N4 qu'on fait référence lorsqu'on parle de nitrure de silicium sans autre précision.

## Structure et propriétés physiques
On connaît trois polymorphes de nitrure de silicium Si3N4 : une phase α, trigonale ; une phase β, hexagonale ; une phase γ, cubique. Il existe théoriquement une phase δ, orthorhombique, mais elle n'a jamais été observée expérimentalement. Les deux premières phases sont les plus courantes, et peuvent être produites à pression normale, tandis que la troisième n'est obtenue qu'à pression et température élevées, et présente une dureté de 35 GPa. Dans les représentations ci-dessous, les atomes de silicium sont en gris et les atomes d'azote sont en bleu :

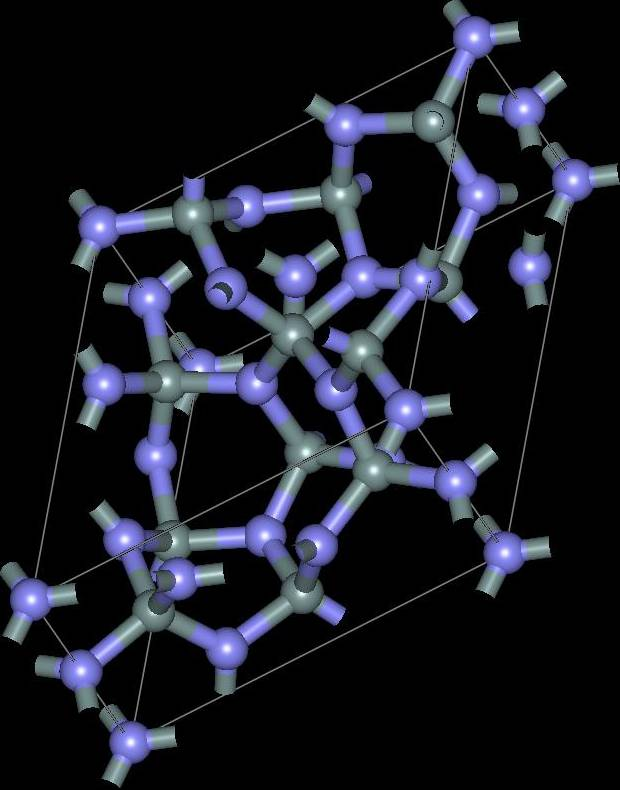
Si3N4 α, trigonal.
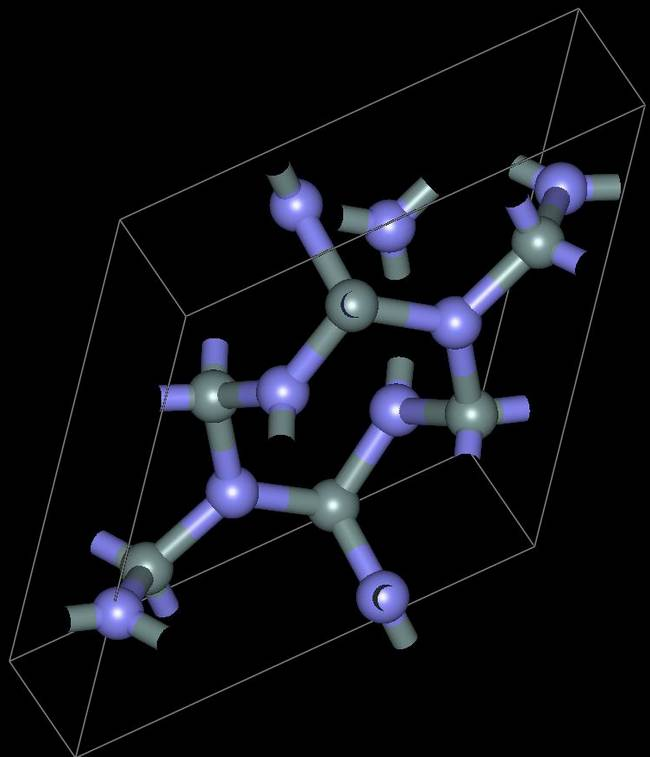
Si3N4 β, hexagonal.
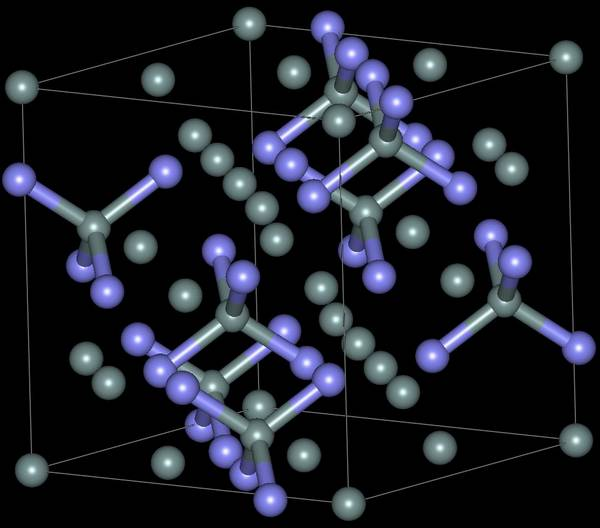
Si3N4 γ, cubique.

La phase β est plus stable que la phase α et cette dernière se convertit toujours en phase β à haute température en présence d'une phase liquide. C'est la raison pour laquelle la phase β est la forme principale du nitrure de silicium utilisé pour réaliser des céramiques.
Il est difficile d'obtenir une céramique en nitrure de silicium massif car ce matériau ne peut pas être chauffé à plus de 1 850 °C sans se dissocier en silicium et azote, avant de pouvoir atteindre son point de fusion. Il est par conséquent difficile de mettre en œuvre les techniques habituelles de frittage sous pression. Il est alors nécessaire de recourir à des liants qui permettent d'obtenir une certaine quantité de phase liquide. Il est également possible d'employer des techniques de frittage flash au cours desquelles le chauffage est très rapide (quelques secondes) en faisant brièvement circuler un courant à travers la poudre compactée : cette technique a permis d'obtenir des céramiques en nitrure de silicium compact à des températures de 1 500 à 1 700 °C. On travaille à partir de poudres de nitrure de silicium obtenues par exemple en faisant réagir du silicium pur avec de l'azote de 1 000 à 1 400 °C. Le frittage se déroule sous une pression d'azote de 200 MPa afin d'éliminer la porosité. À de telles pression, il se forme du nitrure de silicium cubique (phase γ) dont la masse volumique peut atteindre 3,9 g·cm-3, les phases α et β ayant quant à elles une masse volumique d'environ 3,2 g·cm-3.

## Production
On obtient le nitrure de silicium par chauffage d'une poudre de silicium de 1 300 à 1 400 °C sous atmosphère d'azote :
3 Si + 2 N2 → Si3N4.
La masse de l'échantillon de silicium croît progressivement au fur et à mesure que l'azote se fixe sur le matériau pour former le nitrure. En l'absence d'un catalyseur à base de fer, la réaction se termine après quelques heures (environ sept heures), ce que l'on identifie lorsque la masse de l'échantillon de silicium cesse de croître, ce qui indique que l'azote a cessé de se lier au silicium. Outre le Si3N4, il se forme diverses autres phases de nitrure de silicium, comme le mononitrure de disilicium Si2N, gazeux, le mononitrure de silicium SiN et le sesquinitrure de silicium Si2N3, chacun d'entre eux correspondant à une phase stœchiométrique. Comme c'est le cas pour d'autres matériaux réfractaires, les produits obtenus par ces procédés à haute température dépendent des conditions de réaction (durée, température, produits de départ, adjuvants éventuels, matériaux des récipients, etc.) ainsi que du mode de purification. L'existence du sequinitrure de silicium Si2N3 a cependant été remise en question.
Le nitrure de silicium peut également être préparé par la voie du diimide Si(NH)2 :
SiCl4 + 6 NH3 → Si(NH)2 + 4 NH4Cl(s) à 0 °C
3 Si(NH)2 → Si3N4 + N2 + 3 H2(g) à 1 000 °C.
La réduction carbothermique du dioxyde de silicium SiO2 dans une atmosphère d'azote N2 de 1 400 à 1 450 °C a également été étudiée :
3 SiO2 + 6 C + 2 N2 → Si3N4 + 6 CO.
La nitruration d'une poudre de silicium a été développée dans les années 1950 à la suite de la « redécouverte » du nitrure de silicium. Cependant, la pureté insuffisante du silicium entraînait la contamination du nitrure de silicium par des silicates et du fer. La décomposition du diimide donne un nitrure de silicium amorphe qui nécessite un recuit subséquent sous atmosphère d'azote de 1 400 à 1 500 °C pour donner un matériau cristallin. Ce procédé est devenu le deuxième plus important pour la production industrielle de nitrure de silicium. La réduction carbothermique fut la première méthode employée pour la production de nitrure de silicium et à présent considérée comme le processus industriel le plus économique permettant d'obtenir une poudre de nitrure de silicium de grande pureté.
Les couches minces de nitrure de silicium de qualité électronique sont obtenues par dépôt chimique en phase vapeur (CVD) ou par une de ses variantes comme le dépôt chimique en phase vapeur assisté par plasma (PECVD), :
3 SiH4(g) + 4 NH3(g) → Si3N4(s) + 12 H2(g) de 750 à 850 °C
3 SiCl4(g) + 4 NH3(g) → Si3N4(s) + 12 HCl(g)
3 SiCl2H2(g) + 4 NH3(g) → Si3N4(s) + 6 HCl(g) + 6 H2(g).
Pour la croissance de couches de nitrure de silicium sur un substrat semiconducteur, on peut utiliser deux méthodes :
1. Le dépôt chimique en phase vapeur à basse pression (LPCVD) qui fonctionne plutôt à température élevée et peut être réalisé dans un tube vertical ou horizontal ;
2. le dépôt chimique en phase vapeur assisté par plasma (PECVD) qui fonctionne plutôt à température modérée et sous vide.

Le nitrure de silicium a un paramètre cristallin différent de celui du silicium. Cela peut générer des contraintes sur le réseau selon le procédé de croissance utilisé. Il est en particulier possible de réduire ces contraintes en ajustant les paramètres de croissance par PECVD.
Des nanofils de nitrure de silicium peuvent être produits par procédé sol-gel consistant en une réduction carbothermique suivie d'une nitruration du gel de silice, qui contiennent des particules de carbone ultrafines. Ces particules peuvent provenir de la décomposition de glucose de 1 200 à 1 350 °C. Les réactions de synthèse possibles sont :
SiO2(s) + C(s) → SiO(g) + CO(g)   et   ( 3 SiO(g) + 2 N2(g) + 3 CO(g) → Si3N4(s) + 3 CO2(g)   ou   3 SiO(g) + 2 N2(g) + 3 C(s) → Si3N4(s) + 3 CO(g) ).

## Applications
Les applications du nitrure de silicium ont tardé à se développer en raison du coût initialement élevé de ce matériau. Ce coût ayant baissé depuis les années 1990, le nitrure de silicium connaît à présent un nombre croissant d'applications industrielles.

### Industrie automobile
Le nitrure de silicium trouve l'une de ses principales applications dans l'industrie automobile comme matériau pour pièces de moteurs. Dans les moteurs Diesel, il s'agit notamment des bougies de préchauffage, pour un démarrage plus rapide ; des chambres de précombustion, pour réduire les émissions, accélérer le démarrage et réduire le bruit ; des turbocompresseurs, pour réduire le retard et les émissions du moteur. Dans les moteurs à essence, le nitrure de silicium est utilisé pour les coussinets des culbuteurs afin d'en limiter l'usure ; dans les turbocompresseurs, pour réduire l'inertie et le ralentissement du moteur ; dans les valves de régulation des gaz d'échappement pour améliorer l'accélération.

### Roulements à billes

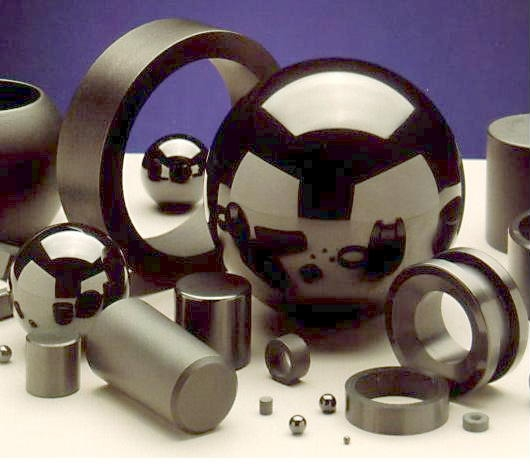
Pièces de roulements mécaniques en nitrure de silicium.

Les roulements à billes en nitrure de silicium peuvent être entièrement céramiques ou bien hybrides, avec dans ce cas des billes en céramique et des chemins en acier. Les billes en nitrure de silicium ont une bonne résistance aux chocs par rapport aux autres céramiques. Par conséquent, les roulements à billes en nitrure de silicium sont utilisés pour les applications hautes performances. C'est par exemple le cas dans les moteurs principaux de la navette spatiale de la NASA.
Les billes en nitrure de silicium étant plus dures que celles en métal, cela réduit le contact avec le chemin des roulements. Il en résulte, par rapport aux roulements mécaniques traditionnels, une réduction des frottements de 80 %, une durée de vie prolongée de trois à dix fois, une vitesse 80 % plus élevée, un poids réduit de 60 %, la possibilité de se passer de lubrifiants, une plus grande résistance à la corrosion et une température de fonctionnement plus élevée. Les billes en nitrure de silicium ont une masse réduite de 79 % par rapport aux billes en carbure de tungstène. On trouve des roulements à billes en nitrure de silicium dans les voitures haut de gamme, des roulements industriels, des éoliennes, dans le sport mécanique, dans des bicyclettes, des rollers en ligne ou encore des skateboards. Les roulements en nitrure de silicium sont particulièrement utiles dans les applications où la corrosion ou bien des champs électriques ou magnétiques interdisent l'emploi de métaux.
Bien que les coûts de production du nitrure de silicium aient sensiblement baissé depuis le XXe siècle, les roulements en Si3N4 demeurent deux à cinq fois plus chers que les meilleurs roulements en acier, et ce sont leurs qualités mécaniques particulièrement avantageuses qui poussent à leur adoption croissante, quoique encore limitée pour les applications grand public.

### Comme matériau réfractaire

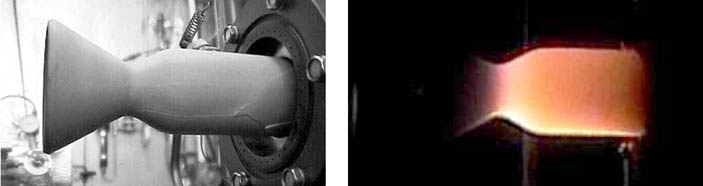
Tuyère expérimentale en nitrure de silicium.

Le nitrure de silicium est utilisé depuis longtemps dans des applications à haute température. Il a notamment été identifié comme l'un des rares matériaux céramiques monolithiques capables de résister aux violents chocs thermiques et aux gradients de température extrêmement élevés des moteurs-fusées fonctionnant au propergol liquide LOX / LH2. Ces propriétés ont été mesurées par des ingénieurs de la NASA en soumettant une tuyère en nitrure de silicium monolithique à cinq cycles de combustion H2 dans O2 comprenant un cycle de cinq minutes à 1 320 °C.
En 2010, les tuyères de la sonde spatiale Akatsuki de la JAXA étaient essentiellement constituées de nitrure de silicium.

### Électronique

Exemple d'oxydation locale à travers un masque en.

Le nitrure de silicium est souvent utilisé comme isolant électrique et barrière chimique dans la fabrication des circuits intégrés, pour isoler électriquement différentes structures ou comme masque de gravure en micro-usinage de masse. Ses propriétés comme couche de passivation pour microcircuit intégré sont meilleures que celles du dioxyde de silicium SiO2 car c'est une meilleure barrière de diffusion contre les molécules d'eau H2O et les ions sodium Na+, deux grandes sources de corrosion et de dégradation en microélectronique. Il est également utilisé comme diélectrique entre couches en silicium polycristallin dans les condensateurs pour électronique analogique.
Le nitrure de silicium obtenu par dépôt chimique en phase vapeur à basse pression (LPCVD) contient jusqu'à 8 % d'hydrogène. Il supporte également de fortes contraintes susceptibles de fissurer les couches minces de plus de 200 nm d'épaisseur. Il présente cependant une résistivité et une rigidité diélectrique supérieures à celles de la plupart des isolants généralement disponibles en microfabrication (1016 Ω cm et 10 MV·cm-1 respectivement).
Au-delà du nitrure de silicium, ce sont divers composés ternaires de silicium, d'azote et d'hydrogène (SiNxHy) qui sont utilisés comme couches isolantes. Elles sont déposées par plasma à travers les réactions suivantes :
2 SiH4(g) + N2(g) → 2 SiNH(s) + 3 H2(g) ;
SiH4(g) + NH3(g) → SiNH(s) + 3 H2(g).
Ces couches minces en SiNH présentent des contraintes mécaniques bien moins importantes que celles du nitrure de silicium, mais ont des propriétés électriques moins intéressantes (résistivité de 106  à   1015 Ω·cm et rigidité diélectrique de 1  à   5 MV·cm-1),.

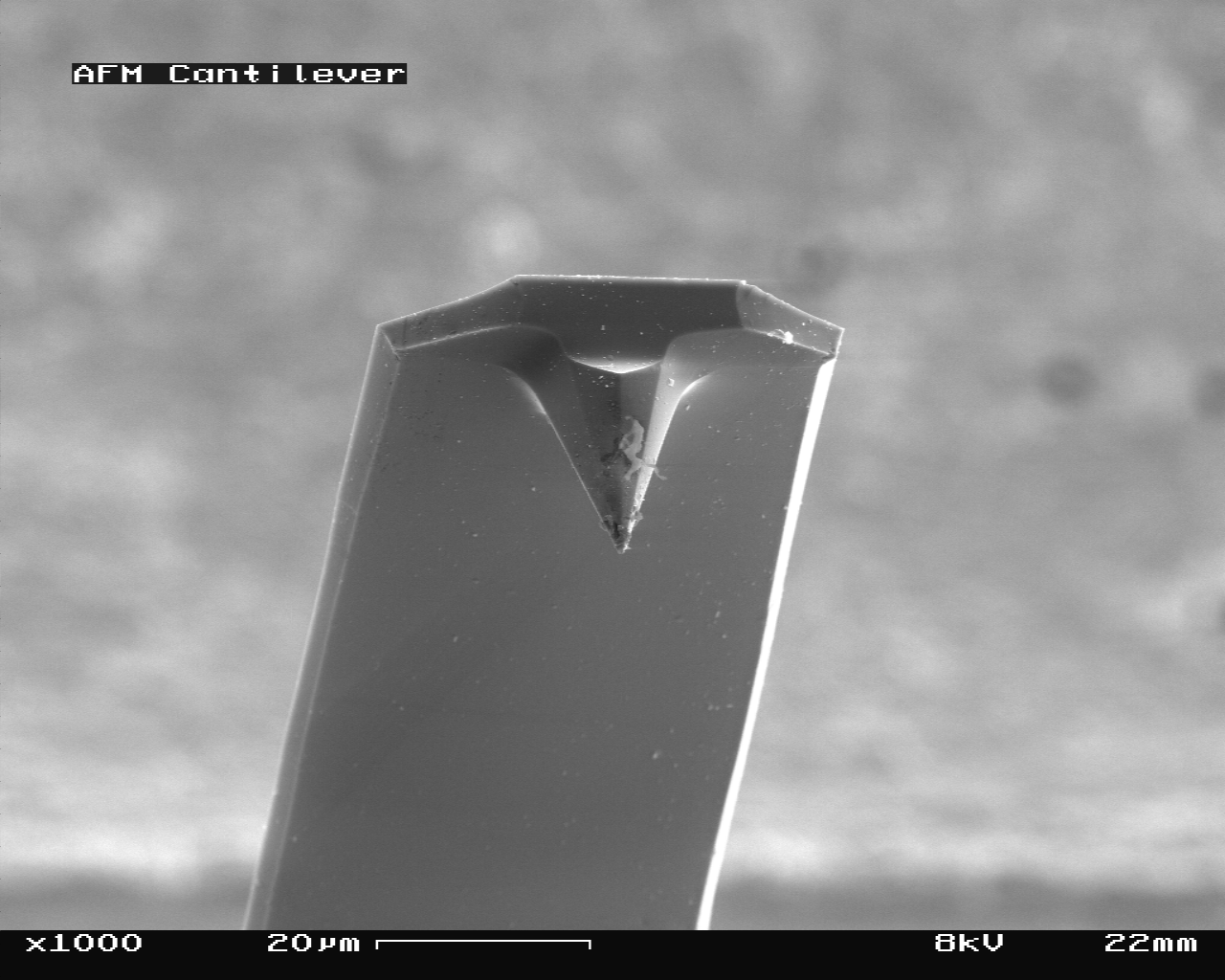
Cantilever utilisé en microscopie à force atomique.

En raison de ses bonnes propriétés élastiques, le nitrure de silicium est l'un des matériaux les plus couramment utilisés, avec le silicium et l'oxyde de silicium, dans les cantilevers des microscopes à force atomique.

### Travail des métaux et outils de coupe
La première application à grande échelle du nitrure de silicium fut dans les abrasifs et les outils de coupe. On utilise le nitrure de silicium monolithique massif dans les outils de coupe en raison de sa dureté, de sa stabilité thermique et de sa résistance à l'usure. Il est notamment recommandé pour l'usinage à grande vitesse de la fonte. Sa dureté à chaud, sa ténacité et sa résistance aux chocs thermiques permettent d'utiliser le nitrure de silicium fritté pour couper la fonte, l'acier et les alliages de nickel avec des vitesses 25 fois plus élevées qu'avec des matériaux conventionnels comme le carbure de tungstène. L'utilisation d'outils de coupe en nitrure de silicium a un effet spectaculaire sur la production manufacturière. Le surfaçage de la fonte grise avec des outils en nitrure de silicium a permis de doubler la vitesse de coupe, multiplier la durée de vie de ces outils par six, et réduire leur coût moyen de 50 % par rapport à ceux en carbure de tungstène,.

### Applications médicales
Le nitrure de silicium a de nombreuses applications orthopédiques,. Il est également une alternative au polyétheréthercétone (PEEK) et au titane, qui sont utilisés pour les dispositifs de fusion vertébrale,. C'est la surface microtexturée hydrophile du nitrure de silicium qui contribue à la résistance, à la durabilité et à la fiabilité du matériau par rapport au PEEK et au titane,,.